# Campionato mondiale di baseball Under-12
Il Campionato mondiale di baseball Under-12 è la massima competizione di baseball riservata agli atleti di età inferiore ai dodici anni (Under-12) ed è organizzato dalla IBAF.

## Edizioni
| Anno | Ospitante |               | Medaglie             | Medaglie  | Medaglie | Medaglie |
| Anno | Ospitante | Oro           | Argento              | Bronzo    | Bronzo   |          |
| 2011 | Taipei    | Taipei cinese | Cuba                 | Venezuela |          |          |
| 2013 | Taipei    | Stati Uniti   | Taipei cinese Taiwan | Giappone  |          |          |
| 2015 | Tainan    | Stati Uniti   | Taipei cinese Taiwan | Nicaragua |          |          |
| 2017 | Tainan    | Stati Uniti   | Taipei cinese Taiwan | Messico   |          |          |
| 2019 | Tainan    |               |                      |           |          |          |
| 2021 | Tainan    |               |                      |           |          |          |
| 2023 | Tainan    |               |                      |           |          |          |
| 2025 | Tainan    |               |                      |           |          |          |
| 2027 | Tainan    |               |                      |           |          |          |
| 2029 |           |               |                      |           |          |          |

## Medagliere
| - | Nazione                | Oro | Argento | Bronzo | Totale |
| - | ---------------------- | --- | ------- | ------ | ------ |
| 1 | Stati Uniti            | 3   | 0       | 0      | 3      |
| 2 | Taipei cinese (Taiwan) | 1   | 3       | 0      | 4      |
| 3 | Cuba                   | 0   | 1       | 0      | 1      |
| 4 | Giappone               | 0   | 0       | 1      | 1      |
| 4 | Messico                | 0   | 0       | 1      | 1      |
| 4 | Nicaragua              | 0   | 0       | 1      | 1      |
| 4 | Venezuela              | 0   | 0       | 1      | 1      |